# Sakuma Morimasa
Sakuma Morimasa (佐久間 盛政?   1554 - 1 de julio de 1583) fue un samurái japonés del período Sengoku de la historia de Japón.
Morimasa era un sirviente de Shibata Katsuie y uno de sus principales generales durante sus campañas. Se le concedió la antigua fortaleza de los Ikkō ikki de Oyama Gobo en Kaga, la cual posteriormente fue renombrada a Castillo Oyama en 1580 y posteriormente como Castillo Kanazawa. 
Después de la traición de Akechi Mitsuhide contra Oda Nobunaga durante el Incidente de Honnō-ji, Morimasa apoyó a Katsuie en la elección de Oda Nobutaka como heredero, mientras que Toyotomi Hideyoshi apoyó la elección de Oda Nobutada como sucesor.
En 1583, Morimasa lideró una ofensiva en contra de Takayama Ukon en Iwasakiyama y posteriormente, en contra de las órdenes de Katsuie, atacó a Nakagawa Kiyoshide durante la Batalla de Shizugatake en 1583. Nuevamente ignoró las órdenes de Katsuie de retirarse y fue derrotado por las fuerzas de Toyotomi Hideyoshi que arribaron a la mañana siguiente. 